# Gutang (köpinghuvudort i Kina, Jiangxi Sheng, lat 29,62, long 116,12)
Gutang är en köpinghuvudort i Kina. Den ligger i provinsen Jiangxi, i den sydöstra delen av landet, omkring 110 kilometer norr om provinshuvudstaden Nanchang. Antalet invånare är 18 420. Befolkningen består av 9 005 kvinnor och 9 415 män. Barn under 15 år utgör 18,0 %, vuxna 15-64 år 72 %, och äldre över 65 år 8,0 %.
Runt Gutang är det tätbefolkat, med 530 invånare per kvadratkilometer. Närmaste större samhälle är Lushanqu, 14,3 km nordväst om Gutang. 
Genomsnittlig årsnederbörd är 2 094 millimeter. Den regnigaste månaden är maj, med i genomsnitt 371 mm nederbörd, och den torraste är januari, med 69 mm nederbörd.